# Jupiter-Gletscher
Der Jupiter-Gletscher ist ein 16 km langer und an seiner Mündung 8 km breiter Gletscher an der Ostküste der westantarktischen Alexander-I.-Insel. Er fließt südlich des Ablation Valley in östlicher Richtung zum George-VI-Sund.
Luftaufnahmen, die der US-amerikanische Polarforscher Lincoln Ellsworth bei seinem Antarktisflug am 23. November 1935 erstellte, dienten dem US-amerikanischen Kartografen W. L. G. Joerg für eine erste Kartierung. Teilnehmer der British Graham Land Expedition (1934–1937) unter der Leitung des australischen Polarforschers John Rymill nahmen 1936 eine grobe Vermessung des Gletschers vor. Der Falkland Islands Dependencies Survey benannte ihn nach Vermessungen in den Jahren 1948 und 1949 nach dem Planeten Jupiter.